# Kotkan Työväen Palloilijat
Kotkan Työväen Palloilijat (eller KTP) er en finsk fodboldklub fra byen Kotka. KTP spiller i den finske liga Ykkonen.

## Historiske slutplaceringer
| Sæson | Niveau | Liga          | Placering | Kilde | Notering          |
| ----- | ------ | ------------- | --------- | ----- | ----------------- |
| 2015. | 1.     | Veikkausliiga | 11.       |       |                   |
| 2018. | 2.     | Ykkonen       | 7.        | [ 1 ] |                   |
| 2019. | 2.     | Ykkonen       | 4.        | [ 2 ] |                   |
| 2020. | 2.     | Ykkonen       | 2.        |       | til Veikkausliiga |
| 2021. | 1.     | Veikkausliiga | 12.       |       |                   |
| 2022. | 2.     | Ykkonen       | 1.        |       | til Veikkausliiga |
| 2023. | 1.     | Veikkausliiga | 12.       | [ 3 ] |                   |